# Angelica e Medoro (Dubreuil)
Angelica e Medoro (Angélique et Médor) è un dipinto del pittore Toussaint Dubreuil, eseguito con la tecnica dell'olio su tela e realizzato tra il 1575 e il 1600. Il dipinto è oggi conservato al Museo del Louvre.

## Descrizione
Il soggetto del quadro deriva dal poema cavalleresco Orlando furioso scritto da Ludovico Ariosto. I protagonisti sono la principessa del Catai Angelica ed il fante saraceno Medoro, da poco conosciutisi. I due sono immersi in un ambiente pastorale, sovrastato da un cielo blu scuro. Medoro è raffigurato mentre incide il nome di Angelica sul tronco di un albero. Sullo sfondo arriva il paladino Orlando, che ama Angelica, e che impazzirà dopo aver trovato le incisioni lasciate dai due. Il dipinto di Dubrueil accosta quindi due momenti diversi del poema: Angelica e Medoro che realizzano l'incisione (canto XIX) ed il ritrovamento di questa da parte di Orlando (canto XXIII). La coppia formata da Angelica e Medoro occupa l'intera parte destra del dipinto e la postura di Angelica costituisce il vincolo visivo verso il punto focale della tela.